# Svetozar Boroević

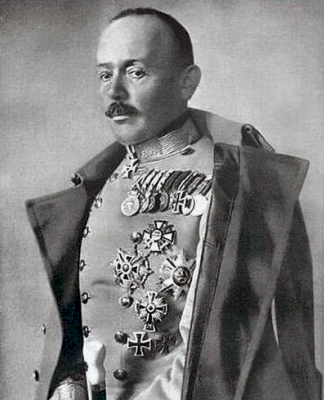
Feldmareșalul Svetozar Boroević

Svetozar Boroevic, cunoscut și ca Svetozar Boroevic von Bojna, (n. 13 decembrie 1856, Umetić, Croația, care aparținea atunci de Austro-Ungaria - d. 23 mai 1920, Klagenfurt) a fost un general al armatei Imperiului Austro-Ungar, feldmareșal în timpul Primului Război Mondial.

## Originea și studiile
Svetozar Boroevic s-a născut în localitatea Umetić, situată în apropiere de Kostajnica, Croația, într-o familie de croați ortodocși. Regiunea sa natală făcea parte din zona defensivă antiotomană a Austriei, regiune denumită ținut grăniceresc iliric (în sârbă și croată Vojna Krajina) - spre deosebire de ținutul grăniceresc transilvan. A urmat în Voivodina cursurile școlii militare de la Petrovaradin (germ. Peterwardein), de unde a fost transferat la școala de cadeți din apropiere de Graz. La 1 mai 1875 a primit gradul de locotenent al armatei austro-ungare.

## Cariera militară
În anul 1878 a participat împreună cu regimentul său la ocuparea Bosniei, distingându-se în operațiunile de cucerire a orașului Sarajevo.

### În Primul Război Mondial
La izbucnirea războiului s-a aflat sub comanda generalului Moritz von Auffenberg 
în Armata a 4-a Austro-Ungară. La sfârșitul lunii august 1914 a luptat în Bătălia de la Komarów⁠(en)[traduceți] contra armatei ruse. La 3 septembrie 1914, în timpul Bătăliei de la Lemberg, a fost numit comandant al Armatei a 3-a Austro-Ungare, calitate în care a apărat cu succes în iarna 1914/15 Pasul Dukla⁠(en)[traduceți] și celelalte trecători strategice din Carpați contra atacurilor rusești. În anul 1915 a început Ofensiva Gorlice–Tarnów, care a redus presiunea rusească asupra sectorului sudic al Frontului de Est.
Ende Mai 1915, nach dem Eintritt Italiens in den Krieg gegen Österreich-Ungarn, erhielt er die Aufgabe, das Eindringen der italienischen Armee an der Bătăliile de la Isonzo nahe der heutigen slowenisch-italienischen Grenze zu verhindern. Er übernahm den Oberbefehl der Armata a 5-a Austro-Ungară, cu care a ținut piept atacurilor italiene pe Isonzo. Am 1. Mai 1916 wurde er zum Generaloberst befördert.
Im August 1917 wurde ihm nach der Teilung der Isonzoarmee die Führung der übergeordneten Heeresgruppe Boroevic anvertraut.

## Decorații (selecție)
- Crucea de Merit Militar, din partea împăratului Franz Joseph I (1878)
- Ordinul Coroanei Prusiei, din partea împăratului Wilhelm al II-lea (1891)
- Steaua României, din partea regelui Carol I al României (1900)
- Ordinul Maria Terezia, din partea împăratului Carol I al Austriei (1917)